# Sena (geslacht)
Sena is een geslacht van vlinders van de familie spinners (Lasiocampidae), uit de onderfamilie Lasiocampinae.

## Soorten
- S. augustasi Zolotuhin, Saldaitis & Ivinskis, 2009
- S. breyeri (Aurivillius, 1922)
- S. cardinalli (Tams, 1931)
- S. cuneata (Brandt, 1938)
- S. donaldsoni (Holland, 1897)
- S. levenna (Wallengren, 1875)
- S. mendax (Berio, 1939)
- S. meyi Zolotuhin, 2007
- S. oberthueri (Lucas, 1909)
- S. parva (Aurivillius, 1921)
- S. poecila (Hering, 1932)
- S. prompta (Walker, 1855)
- S. proxima (Staudinger, 1894)
- S. punctulata (Aurivillius, 1915)
- S. quirimbo (Tams, 1936)
- S. scotti (Tams, 1931)
- S. sikarama (Ebert, 1969)
- S. strigifascia (Hampson, 1909)
- S. virgo (Oberthür, 1916)